# Golden Record
Golden Record(ゴールデン レコード)は、Rejetによる”黄金（きん）に煌めくトライアングルスター”をコンセプトに作られた架空のアイドルユニット。架空の事務所であるピタゴラスプロダクションに所属している。通称はゴルレコ。

## 概要
参加者一万人の「Shining Stage」オーディションを勝ち抜いて、2021年にデビューしたアイドルユニットとして2021年10月に登場。正確には新ユニットとして2021年8月5日に発表され、同年10月27日にCDデビュー。
ファンを示す名は「TRICREW（トライクルー）」。

## メンバー
作詞・作曲・CDジャケット等をメンバー自らを手掛けている。コール＆レスポンスは「キンキラ」（ダイキ）「笑顔(スマイル)で」（ナナセ）「はいピース！」（リツ）「ごちそうさま」（観客）。
風乃 リツ（かぜの リツ）
声 - 梶原岳人
18歳。3月27日生まれ。184cm。65kg。O型。
好きな食べ物：TKG / 大切なもの：おばあちゃんとの約束 / 趣味：歌謡曲鑑賞 / 得意教科：音楽（ピアノ）
夢を奏でるトライアングルスターがキャッチコピー。Golden Recordの作曲担当。
他のメンバー二人と違いオーディションまで未経験者だったという天才肌。洋服に無頓着な面がある。
朝波 ナナセ（あさなみ ナナセ）
声 - 広瀬裕也
18歳。8月20日生まれ。177cm。58kg。A型。
好きな食べ物：アイスクリーム / 大切なもの：家族と地元 / 趣味：料理 / 得意教科：全教科(下積み中ちゃんと通学していた為)
愛を綴るトライアングルスターがキャッチコピー。Golden Recordのリーダーで作詞担当。
所属歴が長いが、バイトを掛け持ちしたり、デビューまで時間がかかった苦労人。
太刀川 ダイキ（たちかわ ダイキ）
声 - 矢野奨吾
18歳。9月5日生まれ。179cm。62kg。B型。
好きな食べ物：ゼリー飲料 / 大切なもの：リツとナナセ / 趣味：写真 / 得意教科：全教科（柔道だけはヤダ）
未来を描くトライアングルスターがキャッチコピー。Golden Recordのジャケット担当。
ナナセ同様に下積み経験者。ルックスも性格も都会的だが、生活面ではずぼらなところがあり、そのことで度々ナナセに謝っている。

## 音楽CD

### シングル
|     | 発売日         | タイトル                                                   |
| --- | -------------- | ---------------------------------------------------------- |
| 1st | 2021年10月27日 | ピタゴラスプロダクション Shining Stage Vol.1 Golden Record |

## インターネット番組
『ピタゴラス HOUSE へようこそ!』はRejet公式YouTubeのチャンネルにて2021年8月5日に配信された。 MARGINAL＃4、LAGRANGE POINT、UNICORN Jr.の各リーダーのキャストが出演。この日初めてGolden Recordがお披露目となった。

## ファンミーティング
ピタゴラスファン感謝祭2022｢FAN SPACE SHIP for STAR CLUSTER & TRICREW」
2022年4月17日に市川市文化会館 大ホールを会場に2部制で行われた。出演者はMARGINAL＃4とGolden Recordのメンバーのキャスト。